# Zbysława
Zbysława – żeński odpowiednik staropolskiego imienia Zbysław. Składa się z dwóch członów: Zby- („zbyć się, pozbyć się”) i -sława.
Zbysława imieniny obchodzi 30 listopada.

## Osoby o imieniu Zbysława
- Zbysława kijowska – księżniczka ruska i księżna polska, żona Bolesława III Krzywoustego
- Adelajda Zbysława – prawnuczka Zbysławy kijowskiej, księżniczka śląska i księżna czeska.